# そら色ステーション
そら色ステーション（ -いろ- ）は、映音と合同会社ことららが制作していたラジオ番組である。2012年3月30日終了。

## 概要
「地域生活に必要な情報を市民の目線で」を目指し札幌市内や北海道内の様々な情報を、札幌のコミュニティ放送局各局と繋いで公開生放送で伝える。

## 放送場所
- 札幌市市民情報センター1階ミニスタジオ（札幌市白石区 2011年3月まで）
- 大通コミュニティカフェKOGUMAサテライトスタジオ「ドリスタ」（札幌市中央区 2011年4月 - 12月）
- 札幌市市民活動プラザ星園（札幌市中央区 2012年1月 - 3月）

## 放送局
終了時点
- 札幌コミュニティ放送局（ラジオカロスサッポロ）
- エフエムとよひら（FMアップル）
- らむれす（三角山放送局）
- さっぽろ村ラジオ

過去
- BIPSC（FMドラマシティ）
- 南区コミュニティエフエム（GREEN FM）
- 札幌ラヂオ放送（ラヂオノスタルジア）